# Dame Tu Cosita
«Dame Tu Cosita» — песня панамского музыканта El Chombo и ямайского диджея Cutty Ranks, впервые вышедшая на студийном альбоме Cuentos de la Cripta 2 (1997) и ставшая популярной в 2018 году. Сингл достиг первого места в чарте Hot Latin Songs (Billboard), а видеоклип стал вирусным и по состоянию на декабрь 2023 года число его просмотров превысило 4,5 млрд. Также 29 августа 2018 года был выпущен ремикс с Pitbull и Karol G, который попал в американский чарт Bubbling Under Hot 100.

## История
16 октября 2017 года пользователь видеохостинга Dailymotion по имени ArtNoux загрузил компьютерную анимацию зелёного инопланетянина, танцующего под ремикс «Introduccion B» под именем 'Popoy — Dame Tu Cosita'. Это видео было фактически ремейком более старой версии «Introduccion B». Музыкальное видео было загружено на канал YouTube в феврале 2018 года и его популярность резко возросла.
Было записано множество пародий на этот танец.
Сингл достиг позиции № 1 в чарте Hot Latin Songs американского журнала Billboard.
Музыкальное видео с инопланетным существом со странной походкой на удлинённый ремикс песни стало вирусным видео на канале Youtube, где набрало около 1 100 000 000 просмотров.

## Чарты
| Чарт (2018)                                                | Высшая позиция |
| ---------------------------------------------------------- | -------------- |
| Argentina (Argentina Hot 100) (версия с Pitbull и Karol G) | 36             |
| Канада (Billboard Canadian Hot 100)                        | 37             |
| Франция (SNEP)                                             | 75             |
| США (Billboard Hot 100)                                    | 36             |
| США (Billboard Hot Latin Songs)                            | 1              |

## Сертификации
| Регион                                                                      | Сертификация          | Продажи |
| --------------------------------------------------------------------------- | --------------------- | ------- |
| США (RIAA) · Remix                                                          | 7× Платиновый (Latin) | 420 000 |
| Данные о продажах + прослушиваниях приведены только на основе сертификации. |                       |         |